# Boza (cuerda)

Boza hecha firme en un cabo

En náutica, una boza es un pedazo de cuerda hecho firme por un extremo en un cáncamo o en una argolla de amurada, costado o cubierta, para sujetar con el otro extremo el cabo, cable, calabrote, etc. de que se está tirando en una maniobra, a fin de que no se escurra mientras se amarra o se hace otra operación. (fr. Bosse; ing. Stopper; it. Bozza). 

## Tipos
La boza tiene muchos usos, y por eso las hay de muchos tipos. Entre todos ellos están:
- Boza trasera o delantera: es la que se da a los cables desde las bitas, hacia popa o hacia proa.
- Boza rabizada o de rabiza: es la que remata en esta especie de tejido.
- Boza falsa: es la que se da provisionalmente con media vuelta al cable desde las argollas del combés cuando se va a fondear con mal tiempo.
- Boza de fina, de gaza, etc. son las construidas con estas formas.